# Moment bezwładności
Moment bezwładności (masy) – miara bezwładności ciała w ruchu obrotowym względem określonej, ustalonej osi obrotu.
Wymiarem fizycznym momentu bezwładności jest masa razy długość². Jednostką miary momentu bezwładności w układzie SI jest kg·m².
Moment bezwładności odgrywa analogiczną rolę w dynamice ruchu obrotowego jak masa w dynamice ruchu postępowego. W ruchu postępowym masa, oznaczana {\displaystyle m} wyraża bezwładność, czyli „opór” stawiany przez ciało podczas przyspieszania lub hamowania, zatem pojawia się w równaniach dynamiki jako współczynnik proporcjonalności pomiędzy działającą siłą {\displaystyle {\vec {F}}} i uzyskanym przyspieszeniem {\displaystyle {\vec {a}},} pędem {\displaystyle {\vec {p}}} i prędkością {\displaystyle {\vec {v}}} oraz (w połówce) pomiędzy energią kinetyczną {\displaystyle E} i kwadratem prędkości:
{\displaystyle {\vec {F}}=m\cdot {\vec {a}};\quad {\vec {p}}=m\cdot {\vec {v}};\quad E={\frac {m}{2}}\cdot v^{2}.}
Podobnie w ruchu obrotowym (przy ustalonej osi obrotu) moment bezwładności {\displaystyle I} wyraża opór stawiany przez ciało przy zmianie prędkości obrotowej, i występuje jako współczynnik proporcjonalności pomiędzy napędzającym momentem siły {\displaystyle {\vec {M}}} i uzyskanym w jego wyniku przyspieszeniem kątowym {\displaystyle {\vec {\varepsilon }},} momentem pędu {\displaystyle {\vec {L}}} i prędkością kątową {\displaystyle {\vec {\omega }}} oraz (w połówce) pomiędzy energią kinetyczną i kwadratem prędkości kątowej:
{\displaystyle {\vec {M}}=I\cdot {\vec {\varepsilon }};\quad {\vec {L}}=I\cdot {\vec {\omega }};\quad E={\frac {I}{2}}\cdot \omega ^{2}.}
Moment bezwładności zależy od rozkładu masy względem osi obrotu ciała, zatem dla tego samego ciała wartość momentu bezwładności zależy od wyboru osi obrotu. Dla konkretnej osi moment bezwładności jest skalarem, zaś w uogólniony sposób moment bezwładności ciała dla dowolnego kierunku osi obrotu, przechodzącej przez środek masy, wyraża się jako tensor.

## Moment bezwładności jako skalar

### Definicja
Energia kinetyczna E punktu materialnego o masie m poruszającego się z prędkością v określa wzór:
{\displaystyle E={\frac {1}{2}}mv^{2}.}
Jeżeli punkt ten porusza się po okręgu, wówczas jego energię można wyrazić w wielkościach fizycznych opisujących ruch obrotowy:
{\displaystyle E={\frac {1}{2}}mr^{2}\omega ^{2}={\frac {1}{2}}I\omega ^{2}.}
Z powyższego wynika, że moment bezwładności punktu materialnego jest iloczynem jego masy i kwadratu odległości od osi obrotu:
{\displaystyle I=mr^{2},}
gdzie:
{\displaystyle m} – masa punktu,
{\displaystyle r} – odległość punktu od osi obrotu,
{\displaystyle \omega } – prędkość kątowa.
Moment bezwładności ciała składającego się z {\displaystyle n} punktów materialnych jest sumą momentów bezwładności wszystkich tych punktów względem obranej osi obrotu:
{\displaystyle I=\sum _{i=1}^{n}m_{i}r_{i}^{2}.}
Moment bezwładności ciała zależy od wyboru osi obrotu, od kształtu ciała i od rozmieszczenia masy w ciele. Moment bezwładności ma wymiar {\displaystyle ML^{2}.} Zwykle mierzy się go w kg·m².
Dla ciał o ciągłym rozkładzie masy sumowanie we wzorze na moment bezwładności przechodzi w całkowanie. Niech ciało będzie podzielone na nieskończenie małe elementy o masach {\displaystyle dm,} oraz niech {\displaystyle r} oznacza odległość każdego takiego elementu od osi obrotu. W takim przypadku moment bezwładności określa wzór:
{\displaystyle I=\int \limits _{M}r^{2}dm=\int \limits _{V}\rho r^{2}dV}
gdzie całkowanie odbywa się po masie {\displaystyle M} ciała, albo po objętości {\displaystyle V}
Za pomocą momentu bezwładności {\displaystyle I} bryły sztywnej, obracającej się względem pewnej osi z prędkością kątową {\displaystyle \omega } względem tej osi, można wyrazić energię kinetyczną {\displaystyle E_{K}} tej bryły
{\displaystyle E_{K}={\frac {1}{2}}I\omega ^{2}.}

## Przykłady

Momenty bezwładności przykładowych brył

### Rura cylindryczna
Dla rury cylindrycznej o zewnętrznym promieniu {\displaystyle R_{2}} i wewnętrznym {\displaystyle R_{1},} obracającej się dookoła swej osi. Elementem masy jest powłoka cylindryczna o promieniu {\displaystyle r,} grubości {\displaystyle dr,} długości {\displaystyle L} i gęstości materiału {\displaystyle \rho } (gęstość jest jednakowa dla całej bryły), to:
- masa elementu: {\displaystyle dm=\rho dV,}
- objętość elementu: {\displaystyle dV=(2\pi rdr)L,}

skąd wynika, że
{\displaystyle dm=2\pi L\rho rdr,}
gdzie {\displaystyle dV} jest objętością cylindrycznej powłoki o masie {\displaystyle dm.}
Moment bezwładności cylindra względem osi wynosi:
{\displaystyle I=\int r^{2}dm=2\pi L\int \limits _{R_{1}}^{R_{2}}\rho r^{3}dr=2\pi L\rho {\frac {R_{2}^{4}-R_{1}^{4}}{4}}=\rho \pi (R_{2}^{2}-R_{1}^{2})L{\frac {R_{2}^{2}+R_{1}^{2}}{2}}.}
Całkowita masa cylindra {\displaystyle m} równa się iloczynowi gęstości {\displaystyle \rho } i objętości {\displaystyle V}
{\displaystyle V=\pi (R_{2}^{2}-R_{1}^{2})L,}
czyli:
{\displaystyle m=\rho \pi (R_{2}^{2}-R_{1}^{2})L.}
Moment bezwładności rury cylindrycznej lub pierścienia o masie {\displaystyle m,} wewnętrznym promieniu {\displaystyle R_{1}} oraz zewnętrznym {\displaystyle R_{2}} wynosi:
{\displaystyle I={\frac {1}{2}}m(R_{2}^{2}+R_{1}^{2})}
względem osi cylindra.

### Walec
Walec można traktować jak rurę, w której promień wewnętrzny równa się 0, czyli {\displaystyle R_{1}=0,} zatem:
{\displaystyle I={\frac {1}{2}}mR^{2},}
gdzie {\displaystyle R} jest promieniem pełnego walca o masie {\displaystyle m.}

### Cienkościenna rura
Cienkościenną rurę można potraktować jako cylinder z nieskończenie cienką ścianką, czyli {\displaystyle R_{1}=R_{2},} zatem
{\displaystyle I=\ mR^{2}.}